# Потконен, Мира
Ми́ра По́тконен (фин. Mira Potkonen; род. 17 ноября 1980[…], Хейнявеси, Миккели) — финская женщина-боксёр, бронзовый призёр летних Олимпийских игр 2016 и 2020/21 года; чемпионка Европейских игр 2019 года, чемпионка Европы 2018 и 2019 года.

## Спортивная карьера
В мае 2016 года завоевала бронзу на чемпионате мира по боксу среди женщин в Астане в категории до 60 кг.
В августе 2016 года в составе сборной Финляндии принимала участие в летних Олимпийских играх в Рио-де-Жанейро, где завоевала бронзовую медаль. Победив своих соперниц в первом раунде и четвертьфинале, она проиграла в полуфинале. Медаль Потконен стала первой в истории олимпийской медалью для женского бокса в Финляндии. Спортсменку поздравил лично президент Саули Нийнистё, прибывший с супругой Йенни Хаукио на заключительный этап Олимпиады.
В июне 2018 года завоевала золотую медаль на чемпионате Европы по боксу среди женщин в категории до 60 кг, выиграв у россиянки Анастасии Беляковой.
В 2019 году, на чемпионате Европы, в финале победила француженку Майву Хамадуш 4:1 и завоевала золото.
Предолимпийский чемпионат мира 2019 года, который состоялся в Улан-Удэ в октябре, финская спортсменка завершила полуфинальным поединком, уступив китайской спортсменке Ван Цун по раздельному решению судей. В результате на одиннадцатом чемпионате мира по боксу среди женщин она завоевала бронзовую медаль.
На Олимпийских играх в Токио, которые проходили летом 2021 года, финская спортсменка в весовой категории до 60 кг сумела дойти до полуфинала. По ходу соревнования выбив из борьбы спортсменок из Франции, Кореи и Турции. В полуфинале уступила Беатрис Феррейре и завоевала бронзовую медаль Игр.
Проживает с мужем и двумя детьми в городе Нокиа.